# Verwahrstelle
Als Verwahrstelle (früher: Depotbank; englisch custodian) bezeichnet man Kreditinstitute, bei denen die Investmentvermögen oder Sondervermögen (z. B. Wertpapiere) von Investmentfonds in Wertpapierdepots verwahrt werden. 

## Allgemeines
Zuweilen werden auch allgemein Kreditinstitute in ihrer Funktion als depotführende Stelle als Depotbank bezeichnet.
Die Investmentgesellschaften dürfen ihr Investment- oder Sondervermögen nicht selbst verwahren, sondern müssen einer Verwahrstelle einen Auftrag zur Verwahrung und Verwaltung erteilen (OGAW: § 68 KAGB, AIF: § 80 KAGB, Immobilien: § 241 KAGB). Durch die Deponierung des Investment- oder Sondervermögens bei einer unabhängigen Bank ist gewährleistet, dass eine strenge Trennung von Gesellschaftsvermögen und Fondsvermögen erfolgt. Das Fondsvermögen kann somit nicht durch Unterschlagung oder Insolvenz der Kapitalanlagegesellschaft geschmälert werden bzw. verloren gehen.

## Rechtsfragen
Verwahrstellen sind Kreditinstitute (§ 68 Abs. 2 KAGB), deren Funktion als Verwahrstelle der Genehmigung der BaFin bedarf (§ 69 Abs. 1 KAGB). Bei der Verwahrstelle für einen inländischen OGAW muss es sich um ein CRR-Kreditinstitut im Sinne des § 1 Abs. 3d KWG handeln, das über die Erlaubnis zum Betreiben des Depotgeschäfts nach § 1 Abs. 1 Satz 2 Nr. 5 KWG verfügt. Die Verwahrstelle muss über Eigenmittel von mindestens 5 Millionen Euro verfügen (§ 68 Abs. 5 KAGB), die ordnungsgemäße Erfüllung der gesetzlichen oder vertraglichen Pflichten als Verwahrstelle durch das Kreditinstitut ist durch einen geeigneten Abschlussprüfer einmal jährlich zu prüfen (§ 68 Abs. 7 KAGB). 
Die Verwahrstelle handelt bei der Wahrnehmung ihrer Aufgaben gemäß § 70 KAGB ehrlich, redlich, professionell, unabhängig und ausschließlich im Interesse der Investmentgesellschaft, Interessenkollisionen sind zu vermeiden. Nach § 71 Abs. 2 KAGB ist der Ausgabepreis von Investmentzertifikaten vom Anleger an die Verwahrstelle zu entrichten und von dieser abzüglich des Aufschlags unverzüglich auf einem für die Investmentgesellschaft eingerichteten gesperrten Konto zu verbuchen, das gilt auch umgekehrt für den Rücknahmepreis (§ 71 Abs. 2 und 3 KAGB) sowie für anfallende Erträge (§ 74 Abs. 1 Nr. 4 KAGB). Hierbei übernimmt die Verwahrstelle auch Aufgaben einer Zahlstelle. Die Verwahrungspflichten der Verwahrstelle ergeben sich aus § 72 KAGB. 
Das Depotgesetz (DepotG) versteht gemäß § 1 Abs. 2 DepotG unter Verwahrer jemand, dem im Betrieb seines Gewerbes Wertpapiere unverschlossen zur Verwahrung anvertraut werden. Das sind alle Kreditinstitute, die eine Erlaubnis nach § 1 Abs. 1 Nr. 5 KWG für die Verwahrung und die Verwaltung von Wertpapieren für andere (Depotgeschäft) erteilt wurde.
Verwahrstellen unterliegen nach § 69 Prüfungsberichtsverordnung (PrüfbV) einer Depotprüfung, wenn sie gemäß § 84 Abs. 3 WpHG in Verbindung mit § 68 Abs. 2 KAGB für Investmentgesellschaften tätig sind. Über das Ergebnis der Prüfung dieser Tätigkeit ist in einem gesonderten Abschnitt zu berichten.

## Aufgaben
Neben der Verwahrung des Fondsvermögens ist es die Aufgabe der Verwahrstelle, die Fondsgesellschaft zu kontrollieren (§ 76 KAGB, § 83 KAGB). Dies umfasst beispielsweise die Berechnung des Ausgabepreises und die Prüfung, ob die im Namen des Fonds durchgeführten Geschäfte zu marktüblichen Kursen erfolgt sind (Marktgerechtigkeitsprüfung). Bewertet die Verwahrstelle einen OGAW unter Mitwirkung der Kapitalverwaltungsgesellschaft, hat die Kapitalverwaltungsgesellschaft die von der Verwahrstelle ermittelten Wertansätze für Vermögensgegenstände gemäß § 26 Abs. 1 Kapitalanlage-Rechnungslegungs- und -Bewertungsverordnung (KARBV) in geeigneter Weise auf Plausibilität zu prüfen und darauf hinzuwirken, dass Auffälligkeiten geklärt werden.
Eine Reihe von Geschäften, unter anderem die Aufnahme von Krediten, darf die Fondsgesellschaft nur durchführen, wenn die Verwahrstelle dem zugestimmt hat (§ 84 KAGB). Sie vertritt in diesem Zusammenhang die Interessen des Anlegers und ist verpflichtet, Ansprüche des Anlegers gegenüber der Fondsgesellschaft geltend zu machen. Die Bundesanstalt für Finanzdienstleistungsaufsicht kann der Fondsgesellschaft auferlegen, die Depotbank zu wechseln, wenn die Depotbank ihre gesetzlichen Pflichten nicht ordnungsgemäß erfüllt (§ 69 Abs. 2 KAGB).
Bei der Abwicklung von Wertpapiertransaktionen übernehmen die Verwahrstellen die Umbuchung der Wertpapiere in die entsprechenden Depots. Im Fall eines Geschäfts zwischen zwei Kunden derselben Verwahrstelle kann diese die Wertpapiere direkt umbuchen. Sobald jedoch Kunden von zwei verschiedenen Verwahrstellen miteinander handeln, kommt meist der Zentralverwahrer zum Zuge. Dieser fungiert als zentrale Instanz, mit der alle Verwahrstellen  verbunden sind und über die die Geschäfte abgewickelt werden. Dies hat den Vorteil, dass die Verwahrstellen keine Schnittstellen zu anderen Verwahrstellen benötigen, sondern nur eine zum Zentralverwahrer. In Deutschland wird diese zentrale Rolle von der Clearstream übernommen, die so quasi als Verwahrstelle aller anderen deutschen Verwahrstellen fungiert.

## Rechtsnachfolge
Erlischt das Recht der Kapitalverwaltungsgesellschaft, ein Sondervermögen zu verwalten (etwa durch deren Insolvenz), so geht gemäß § 100 Abs. 1 KAGB – wenn das Sondervermögen im Eigentum der Kapitalverwaltungsgesellschaft steht – das Sondervermögen auf die Verwahrstelle über oder – wenn es im Miteigentum der Anleger steht – geht das Verwaltungs- und Verfügungsrecht über das Sondervermögen auf die Verwahrstelle über. Die Verwahrstelle hat das Sondervermögen abzuwickeln und an die Anleger zu verteilen (§ 100 Abs. 2 KAGB). Diese Regelung dient dem Anlegerschutz, so dass andere Schutzmaßnahmen (wie Einlagensicherung) bei Investmentzertifikaten nicht erforderlich sind.

## Verwahrstellenstatistik
Die Verwahrstellenstatistik des deutschen Fondsverbandes BVI Bundesverband Investment und Asset Management umfasst alle in Deutschland aktiven Verwahrstellen (ehemals Depotbanken).